# Bartramia pendula
Bartramia pendula là một loài rêu trong họ Bartramiaceae. Loài này được Oeder ex Brid. P. Beauv. mô tả khoa học đầu tiên năm 1805.